# Adolfo Fernández (actor)
Adolfo Fernández (Sevilla, 25 de maig de 1958) és un actor espanyol, establert, des de nen, a Muskiz, (Biscaia).

## Filmografia
| Cinema - Pintadas (1996), de Juan Estelrich Jr.. - A tiro limpio (1996), de Jesús Mora. - Un buen novio (1998), de Jesús R. Delgado. - El pianista (1998), de Mario Gas. - Vigo, historia de una pasión (1998), de Julien Temple. - Entre las piernas (1999), de Manuel Gómez Pereira. - Coppola: un hombre y sus sueños (1999), de Carlos Rodríguez. Telefilm. - Los lobos de Washington (1999), de Mariano Barroso. - El corazón del guerrero (2000), de Daniel Monzón. - Yoyes (2000), de Helena Taberna. - El arte de morir (2000), de Álvaro Fernández Armero. - Kasbah (2000), de Mariano Barroso. - Hable con ella (2002), de Pedro Almodóvar. - Entre Abril y Julio (2002), d'Aitor Gaizka. - Muertos comunes (2004), de Norberto Ramos del Val. - Febrer (2004), de Sílvia Quer. - Vida y color (2005), de Santiago Tabernero. - Atropello (2006), de Manuel Estudillo. - Niñ@s (2006), de Alfredo Montero. - Mujeres en el parque (2006), de Felipe Vega. - Hotel Tívoli (2007), d'Antón Reixa. - Mataharis (2007), de Icíar Bollaín. - Todos estamos invitados (2007), de Manuel Gutiérrez Aragón. - Una mujer invisible (2007), de Gerardo Herrero. - Bienvenido a Farewell-Gutmann (2007), de Xavi Puebla. - Mighiss (2009), de Jamal Belmejdoub. - Cruzando el límite (2010), de Xavi Giménez. - Silencio en la nieve (2011), de Gerardo Herrero. - Evelyn (2011), d'Isabel de Ocampo. - Todo es silencio (2012), de José Luis Cuerda. - ALPHA (2012), de Joan Cutrina. - Ebre, del bressol a la batalla (2016), de Roman Parrado. | Televisió - Petra Delicado (1999) - Policías, en el corazón de la calle (2000 - 2003) com Carlos Gándara - Una nueva vida (2003) - Los 80 (2004) com Alberto - 7 vidas (2006) - Águila Roja (2009) com Agustín - Los misterios de Laura (2010) com Germán Gravina - B&b, de boca en boca (2014 - 2015) com Óscar Bornay - Cuéntame un cuento: capítol 2 "Caperucita Roja" (2014) como Joaquín - Secretos de Estado (2019) com el jutge Raúl Villalba | Teatre - Pabellón número 6, d'Anton Txèkhov. Dirigit per Luis Olmos. - Doña Elvira, imagínate Euskadi, d'Ignacio Amestoy. Dirigit per Antonio Malonda - ¿Y Antígona?, de Joan Casas. Dirigit per Paco Obregón - El espectaculino, d'Eguzki Zubia. Dirigit per Ramón Barea - Feliz acontecimiento, de Slawomir Mrozek. Dirigit per Gloria Rognoni - El amante de Lili Marleen, de Xabi Puerta. Dirigit per Paco Obregón - Zanahorias en el vientre de la bestia, d'A. Fernández i A. Furundarena. Dirigida per Pape Pérez - Mamma mia, d'Eguzki Zubia. Dirigit per Gina Piccirilli - Martes de Carnaval, de Valle Inclán. Dirigit per Mario Gas. (Centro Dramático Nacional) (1995-06) - Frankie & Jonny, de Terence McNally. Dirigit per Mario Gas (1997) - El florido pensil, d'Eduardo Sopeña. Dirigit per Fernando Bernués i Mireia Gabilondo (1998) - El hombre elefante, de Bernard Pomerance. Dirigit per Mariano Barroso (1999-00) - Pepe, el romano, de Ernesto Caballero. Dirigit per Mikel Gómez de Segura (2000-02) - El uno y el otro, de Jaime Romo. Dirigit per Mikel Gómez de Segura (2002-03) - Vida y muerte de Pier Paolo Pasolini, de Michel Azama. Dirigida por Roberto Cerdá (2003-04) - En tierra de nadie, de Danis Tanovic. Dirigida por Roberto Cerdá (2004-05) - A Electra le sienta bien el luto, d'Eugene O’Neill. Dirigida por Mario Gas (2005) - Yo Satán, d'Antonio Álamo. Dir.: Álvaro Lavín (2005-06) - Cantando bajo las balas, d'Antonio Álamo. Dirigida per Álvaro Lavín (2007) - La charca inútil, de David Desola. Dirigida per Roberto Cerdá (2009-10) - 19:30, de Patxi Amezcua. Dirigida per Adolfo Fernández i Ramón Ibarra (2010-11) - Münchhausen, de Lucía Vilanova. Centro Dramático Nacional. Dirigida per Salva Bolta (2011) - Medea, dramaturgia de Vicente Molina Foix. Festival Internacional de Teatre Clàssic de Mèrida (1 al 5 de juliol de 2015) |

## Premis
- Ercilla de Teatre per Dulce puta.
- Ercilla de Teatre per Doña Elvira, imagínate Euskadi.
- Rosa Aguirre de Teatre al millor actor basc per El amante de Lili Marleen.
- Nominat al Premi Unión de Actores al millor actor protagonista de televisió per Policías, en el corazón de la calle (2002)
- Nominat al Premi Unión de Actores al millor actor protagonista de teatre per Vida y Muerte de Pier Paolo Pasolini. (2003)